# 詹姆斯·马佛尔
詹姆斯·马佛尔（英語：James Mavor，1854年12月8日—1925年10月31日），苏格兰-加拿大经济学家。对俄国经济的研究有重大贡献，也是一位艺术活动的倡导者。

## 生平
马佛尔生于苏格兰，就读于格拉斯哥大学。毕业之后他在格拉斯哥一些学院教书，也曾在爱丁堡大学进修了一些课程。他曾任《苏格兰艺术评论》编辑。1888年，他在格拉斯哥的圣芝戈学院担任政治经济学教授。他曾积极参与社会主义者联盟的活动。
1892年在威廉·阿什利的推荐下，马佛尔接任了多伦多大学的政治经济学和立宪历史教授，全家迁居多伦多，包括他的女儿朵拉·马佛尔·穆尔。1893年马佛尔参与组建Alpha Delta Phi文学会的多伦多分部。马佛尔曾给加拿大政府撰写有关移民、小麦生产和工人保险补偿的统计报告。主张加拿大不能再作为英帝国唯一的小麦来源地，与英帝国的正统观点产生了冲突。为避免进一步的误会，他的研究转向了俄国经济。
马佛尔认识托尔斯泰和尼古拉耶夫，对俄国的生活和历史有浓厚的兴趣。1898年-1899年他成为Doukhobor移民加拿大运动的中心人物。他和无政府主义者克鲁泡特金联系，组织大约七千Doukhobor农民移民到加拿大，之后的几年，他还帮助Doukhobor移民从加拿大政府寻求权益。克鲁泡特金后来称马佛尔是“加拿大经济的活百科全书”1914年马佛尔在尼古拉耶夫的帮助下，完成了他的名著，两卷本《俄国经济史》的第一版。他因此成为加拿大皇家学会会员。
马佛尔还参与组织了加拿大的艺术机构，比如安大略美术馆和皇家安大略博物馆。1923年马佛尔退休，成为多伦多大学的荣休教授。马佛尔退休之后，阿什利和马佛尔开创的多伦多大学的俄国研究传统一度中断。
1925年马佛尔回苏格兰看望亲戚时去世，他的女儿朵拉·马佛尔·穆尔是加拿大戏剧的开创者。